# 唐箕

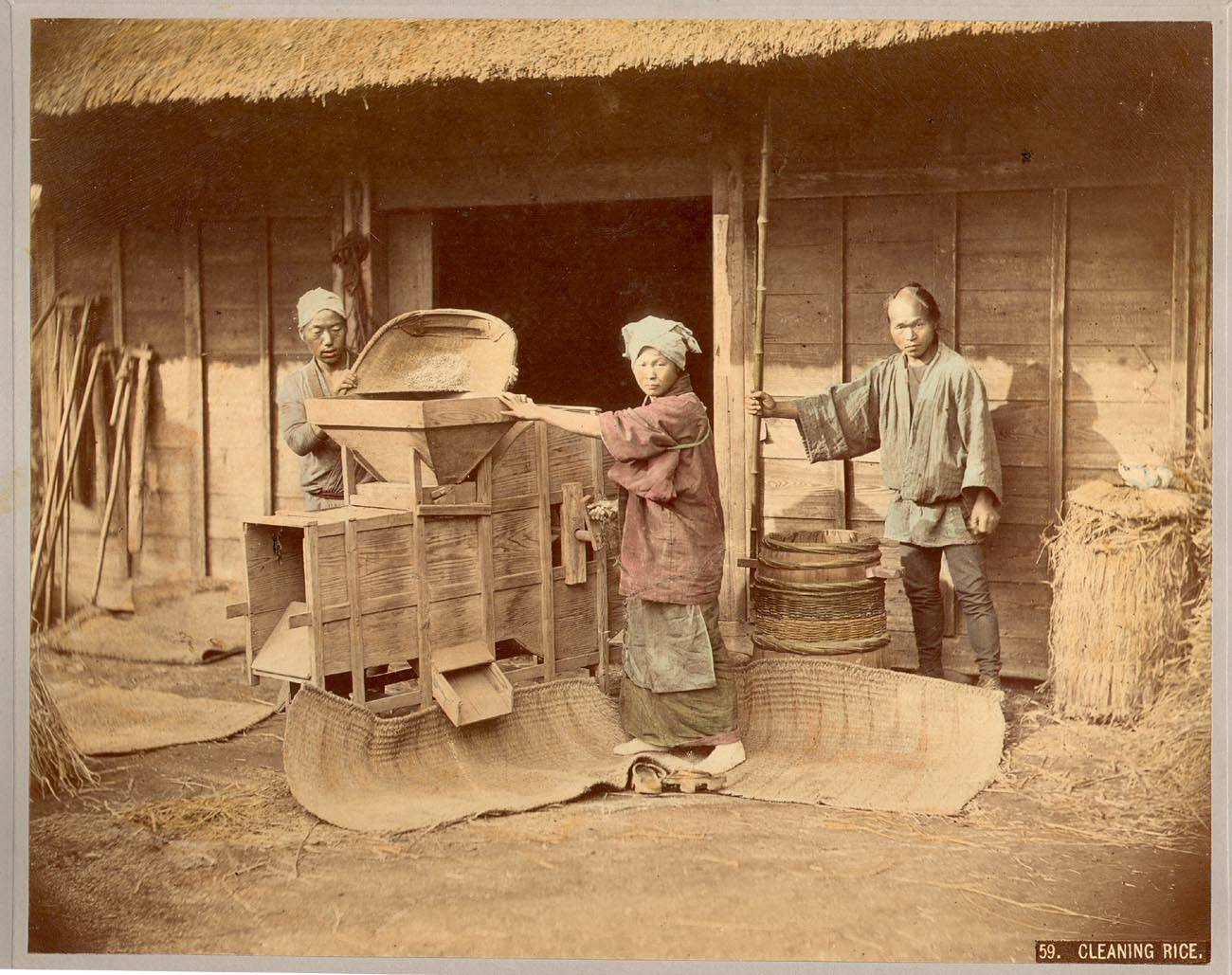
唐箕を使用している様子

唐箕（とうみ）とは、臼などで籾殻をはずしたあと、風力を起こして穀物を
籾殻・玄米・塵などに選別するための農具。

## 構造

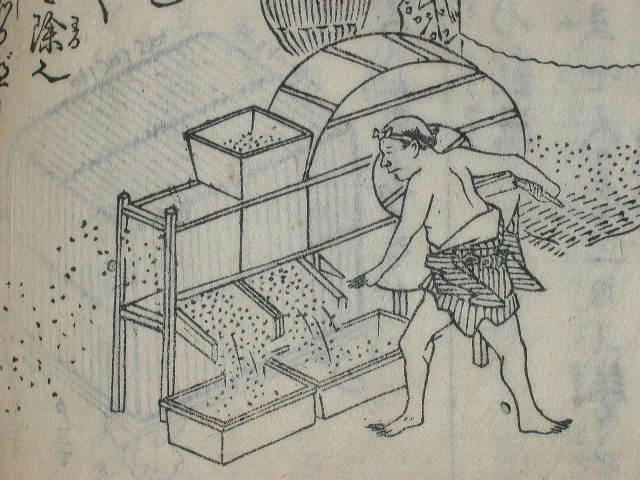
唐簑を使用している様子

内蔵する四枚羽の板がハンドルと連動して回転するようになっており、唐箕の上部に配した漏斗（じょうご）から少しずつ穀物を落下させ、そこに横から風を送ることで、藁屑や実のない籾などの軽いものを吹き飛ばし実の詰まった重い穀粒だけを手前に落とすのが基本的な原理である。

## 歴史

### 中国
唐箕が発明される以前から、高所から脱穀物を落下させ、風力を利用して比重選別する方法は用いられていた。この作業を機械化した唐箕は紀元前200年から紀元後200年の間に中国で発明されたと考えられている。初期には開放型だったが、改良されて羽根を収めた密閉型となった。
北宋時代の梅尭臣の漢詩から、唐箕の存在が推察されるものの、図があるわけではないため形状は不明である。具体的な形状が明らかになるのは、王禎の農書『農器図譜』（1313年）の付図で密閉式の唐箕が描かれている。その後、宋応星の『天工開物』には開放型と閉鎖型の両方の唐箕が描かれている。

### 日本
日本には17世紀後半に伝来したとされる。文字で最初に現れるのは佐瀬与次右衛門の『会津農書』（1684年刊）である。また、図が最初に現れるのは寺島良安の『和漢三才図会』（1712年刊）とするのが通説である。一方で北陸地方の土屋又三郎の著した『耕稼春秋』（1707年刊）には記載がないことなどから、この頃に唐箕は使われ始めたとみられる。
唐箕は東日本型と西日本型に大別される。東日本型は全体が正方形に近く、選別した穀物の吐出口が裏と表に分かれ、脚部が多脚、漏斗部が舟形で古くは分離できない構造であること、穀物の落下調節を側面で行うなどの特徴がある。一方、西日本型は横長で、選別した穀物の吐出口がいずれも正面で、脚部が4脚、漏斗部が分離できる構造であること、穀物の落下調節を正面から行うなどの特徴がある。このほか一般的な唐箕と異なる形態のものに、選別された穀物が真下に出るなどの特徴を持つ東北型半唐箕、真下に出た穀物を網で再選別する近畿型半唐箕、脚部がX型で漏斗部を通った穀物が木箱の外側で選別されるようにしたX脚型唐箕（奥三河型）などがある。

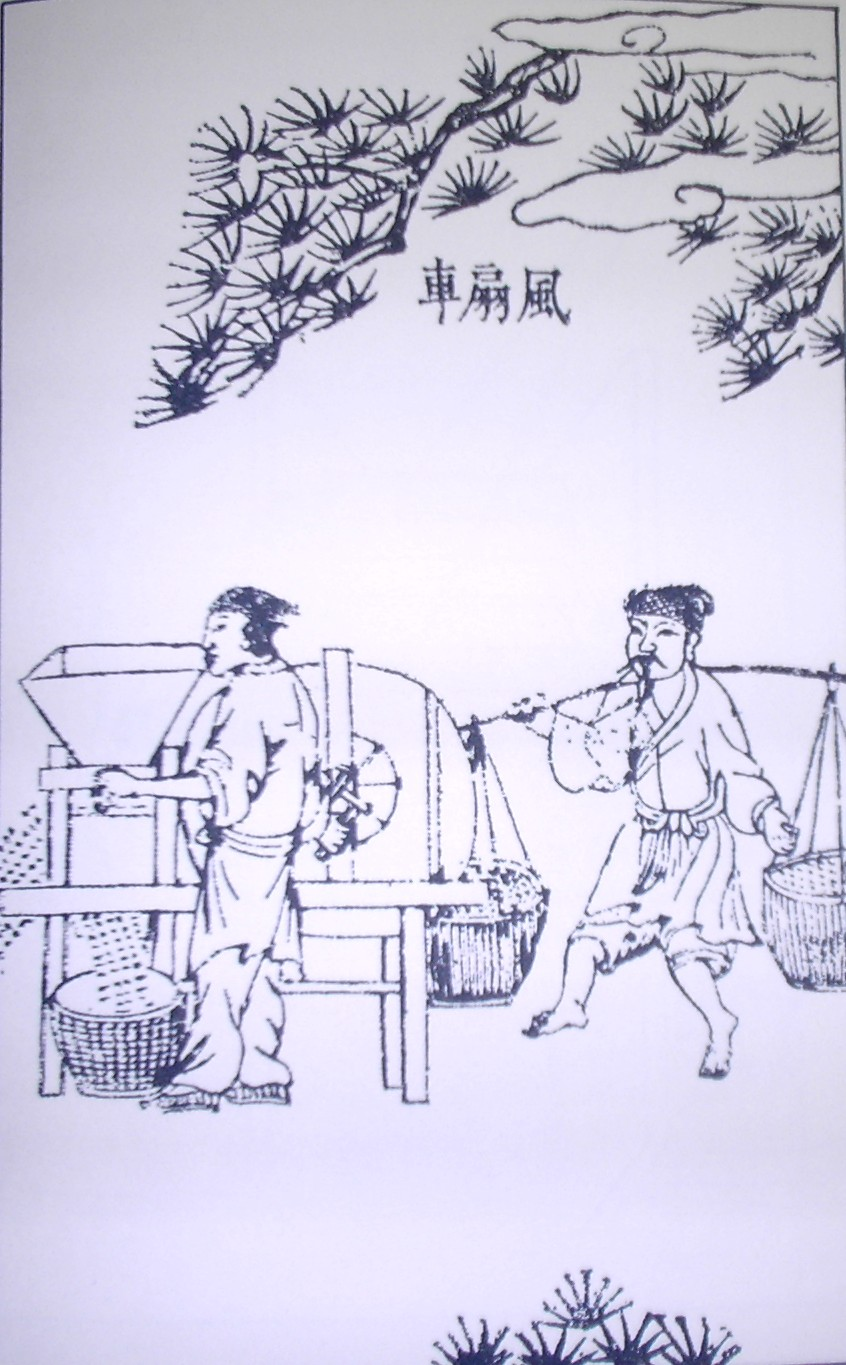
風扇車（唐箕） 17世紀の中国の書物「天工開物」（宋応星編）より
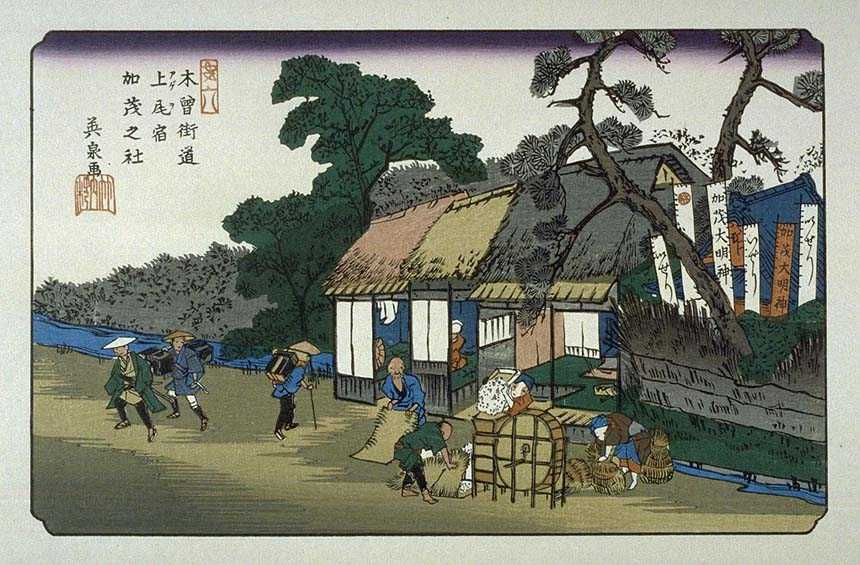
浮世絵に描かれた唐箕風景
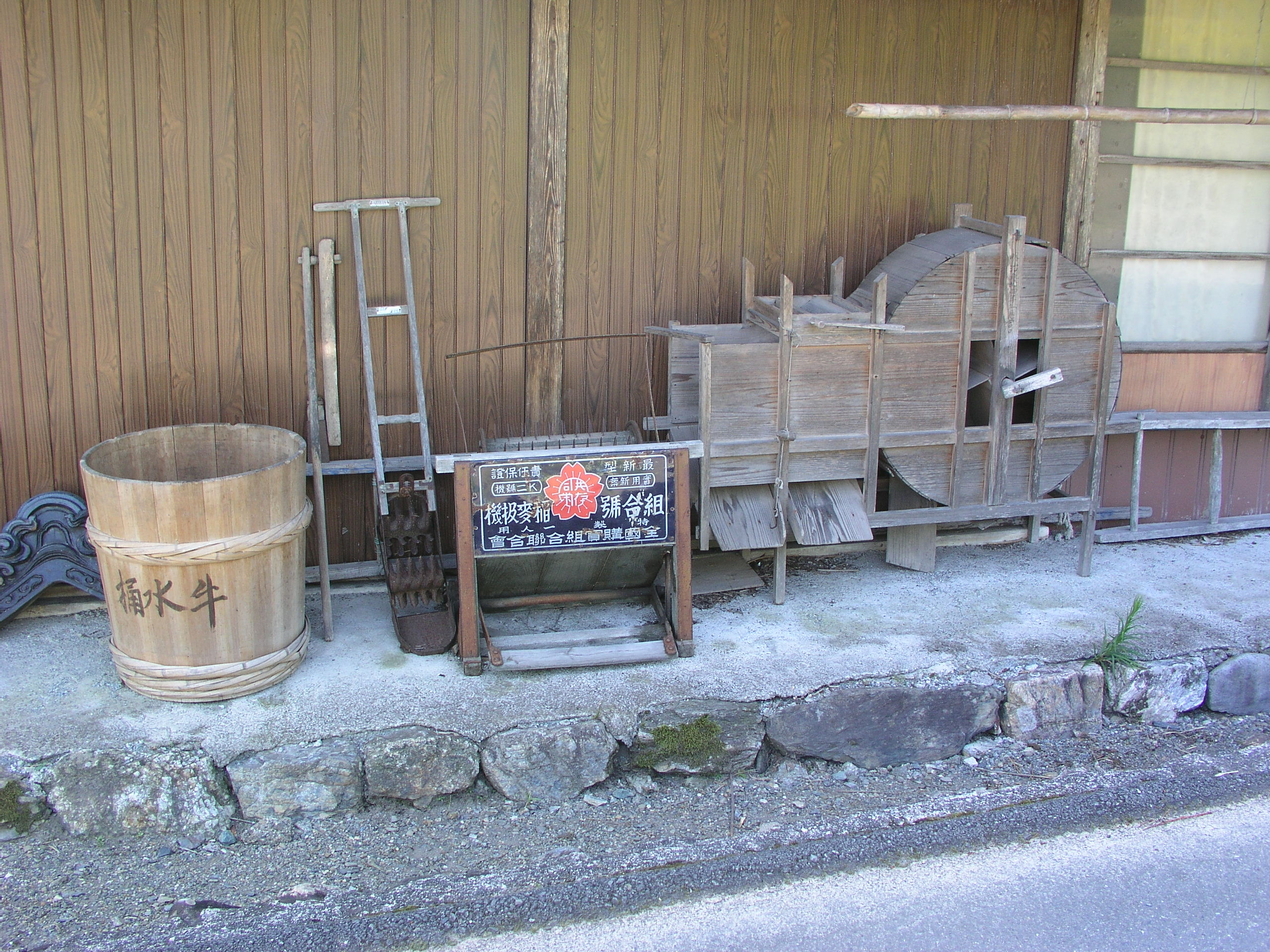
唐箕と脱穀機（京都府南丹市美山町北にて）
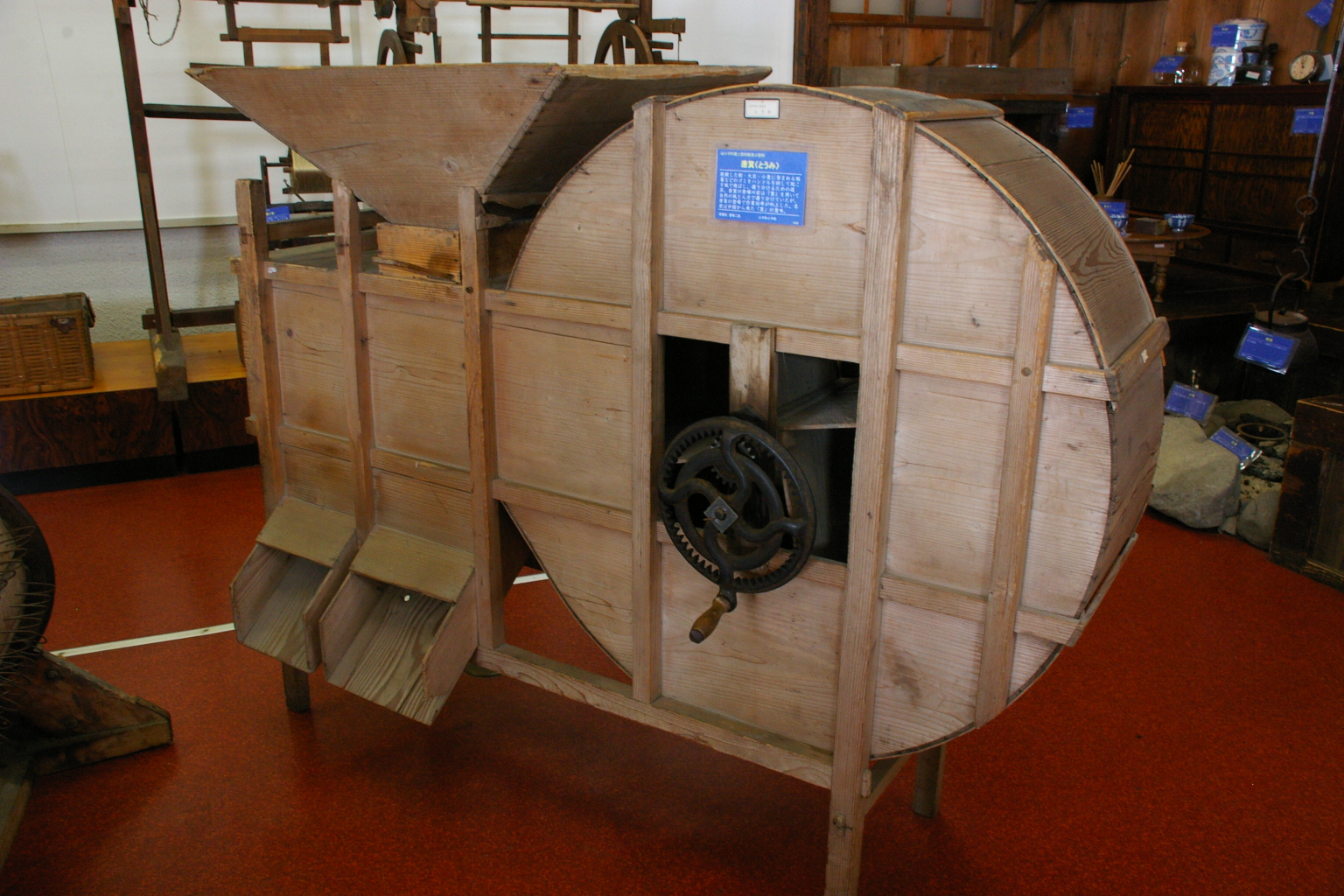
唐箕

## 備考
農業機械の動力化が進んだ後も、コンバインの脱穀機（コンバイン・ハーベスタの脱穀装置の一部）を唐箕、そのラジアルファンを唐箕ファンと呼んでいる。